# Sobradiel (kommunhuvudort)
Sobradiel är en kommunhuvudort i Spanien.   Den ligger i provinsen Provincia de Zaragoza och regionen Aragonien, i den nordöstra delen av landet, 270 km nordost om huvudstaden Madrid. Sobradiel ligger 213 meter över havet och antalet invånare är 754.
Terrängen runt Sobradiel är platt åt sydväst, men åt nordost är den kuperad. Runt Sobradiel är det tätbefolkat, med 550 invånare per kvadratkilometer. Närmaste större samhälle är Zaragoza, 16,1 km sydost om Sobradiel. Trakten runt Sobradiel består till största delen av jordbruksmark.